# إميل لارسون
إميل لارسون (بالسويدية: Emil Larsson)‏ هو لاعب هوكي الجليد سويدي، ولد في 4 أغسطس 1993 في السويد.

## وصلات خارجية
- إميل لارسون على موقع EliteProspects.com (الإنجليزية)
- إميل لارسون على موقع Eurohockey.com (الإنجليزية)
- إميل لارسون على موقع HockeyDB.com (الإنجليزية)